# Walter Martos
Pour les articles homonymes, voir Martos (homonymie).
Walter Martos, né le 2 novembre 1957 à Cajamarca et mort le 7 janvier 2025 à Lima, est un homme politique péruvien.
Il est président du Conseil des ministres du 6 août au 10 novembre 2020.

## Biographie
Ancien général, Walter Martos devient ministre de la Défense sous le présidence de Martín Vizcarra. Il est ensuite nommé chef du gouvernement, en remplacement de Pedro Cateriano, auquel il était reproché sa mauvaise gestion de la crise sanitaire provoquée par la pandémie de Covid-19.
Le gouvernement obtient la confiance du Congrès le 12 août 2020.